# オガサワラハンミョウ
オガサワラハンミョウ（Cicindela bonina）は、コウチュウ目オサムシ科に分類される昆虫の一種。

## 形態・生態
成虫は体長10〜15mm程度。
乾性低木林内にまばらに存在する裸地に生息している。幼虫は土中に巣穴を作る。

## 分布
小笠原諸島の兄島のみに生息。日本の小笠原のみにいる固有種である。
かつては、父島でも記録があるが1931年以降確認されておらず、父島では絶滅したとされている。